# Les Dégourdis de la 11e
Pour plus de détails, voir Fiche technique et Distribution.
Les Dégourdis de la 11e est un film français réalisé par Christian-Jaque, sorti en 1937.

## Synopsis
L'histoire se situe en 1906. Veuf, le colonel Touplard, chef de troupe à Montauban, a juré à son épouse avant qu'elle trépasse de ne plus jeter les yeux sur une femme. Or, cet homme-là possède un tempérament vigoureux et, faute de pouvoir le dépenser auprès du beau sexe, il l'épuise dans des marches harassantes.
Mais, il est à présent bien ennuyé car il vient de recevoir des directives ministérielles qui lui recommandent de distraire ses hommes. Il s'ouvre de son embarras à sa sœur Hortensia qui vit avec lui. Vieille fille romanesque, Hortensia se pique d'écrire des tragédies et elle lui suggère de monter pour la fête du régiment la dernière en date, L'Orgie romaine. 
Touplard décide de la faire jouer par ses soldats et d'engager l'actrice Nina Vermillon dans le rôle de Flavie.
Les répétitions s'organisent, le colonel est de plus en plus troublé par les formes généreuses de la comédienne. Quant à Hortensia, déguisée en esclave nubienne, elle se montre de plus en plus sensible au charme de l'ordonnance Patard.
Mais voilà que, incognito, l'inspecteur Burnous du Service des Armées débarque à l'improviste à Montauban en compagnie de son secrétaire. Il vient là pour vérifier la bonne moralité et flaire illico le scandale.

## Fiche technique
- Réalisation : Christian-Jaque
- Scénario et adaptation : Jean Aurenche et René Pujol
- D'après la pièce de : André Mouezy-Eon et C. Daveillant
- Dialogues : Jean Anouilh et Jean Aurenche
- Assistant réalisateur : François Carron
- Décors : Robert Gys
- Photographie : Marcel Lucien, André Germain, Walter Barry
- Son : Robert Bugnon
- Montage : William Barache
- Musique : Casimir Oberfeld
  - Orchestre dirigé par Pierre Chagnon
  - Parolier : Jean Manse
  - Chansons : Les dégourdis, C'est toujours comme ça
- Photographe de Plateau : Léo Mirkine
- Producteur : Les productions Maurice Lehmann, Les films Minerva
- Directeur de production : Maurice Lehmann
- Tournage en janvier 1937
- Pays :  France
- Format : Son mono  - Noir et blanc - 35 mm  - 1,37:1
- Genre : Comédie
- Durée : 91 min
- Date de sortie : 
  - France - 13 mars 1937 à Paris
- Affiches : Roger Cartier, Jouineau Bourduge (France)

## Distribution
- Fernandel : L'ordonnance Patard, le premier dégourdi
- André Lefaur : le colonel Touplard
- Pauline Carton : Hortensia
- Ginette Leclerc : Nina Vermillon
- Saturnin Fabre : M. Burnous, l'inspecteur
- Rivers Cadet : Pomme, le second dégourdi
- Albert Malbert : Salé, le troisième dégourdi
- Monette Dinay : Amélie
- Louis Florencie : le capitaine Cormières
- Andrex : Le sergent
- Charles Lemontier : L'assistant de Mr Burnous
- Jean Kolb : Le directeur du théâtre
- Jacqueline Pacaud : La sœur de Mme Cormières
- Bouchet

Non crédités :
- Nicole Ray : Mme Cormières
- Teddy Michaud : Le patron de la maison
- Titys : Le régisseur